# Ralph Tabakin
Ralph Tabakin est un acteur américain né le 22 septembre 1921 à San Antonio au Texas et décédé le 13 mai 2001 à Silver Spring au Maryland.

## Filmographie

### Cinéma
- 1982 : Diner : le client de la télévision
- 1984 : Le Meilleur : le client d'Al
- 1985 : Le Secret de la pyramide : le policier dans la fenêtre du magasin
- 1987 : Les Filous : M. Hudson
- 1987 : Good Morning, Vietnam : Chaplain Noel
- 1988 : Rain Man : le patron
- 1990 : Avalon : Principal Dunn
- 1991 : Bugsy : l'ouvrier dans l'ascenseur
- 1992 : Toys : Fred
- 1994 : Jimmy Hollywood : le fan à l'hôpital
- 1994 : Harcèlement : l'ouvrier de l'ascenseur
- 1996 : Sleepers : Warden
- 1997 : Des hommes d'influence : l'homme du sud
- 1998 : Sphère : l'officier de l'OSSA
- 1999 : Liberty Heights : Phil

### Télévision
- 1993-1999 : Homicide : Dr Scheiner (31 épisodes)
- 2000 : Homicide : Dr Scheiner